# Verne Harnish

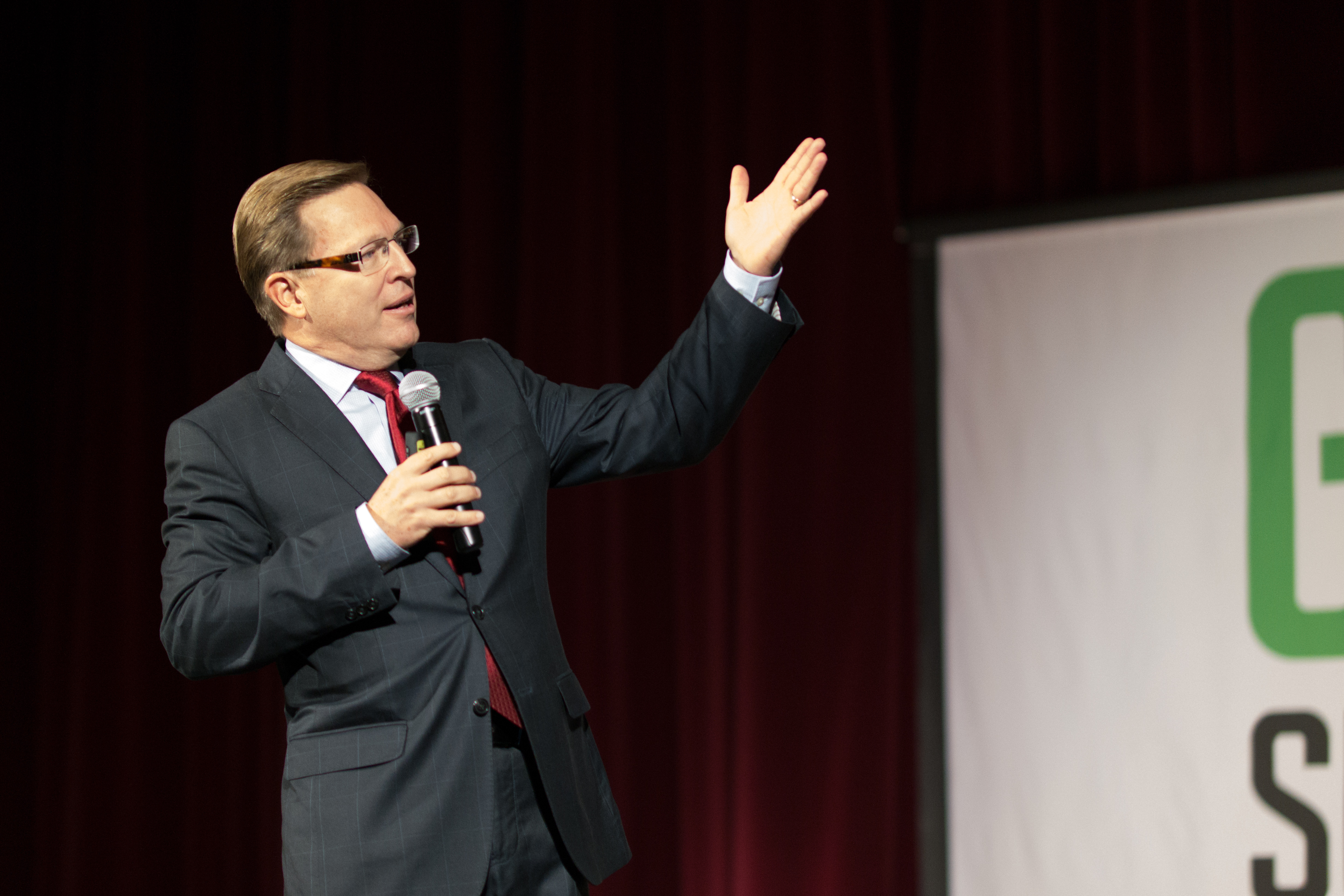
Verne Harnish

Verne C. Harnish is oprichter van de Entrepreneurs' Organization, een non-profitorganisatie met ruim 14.000 leden, en de Association of Collegiate Entrepreneurs. Verne Harnish is tevens co-founder en directeur van Gazelles Growth Institute en oprichter en Bestuursvoorzitter van Gazelles Inc. Hij is voorzitter van het universitaire programma "Birthing of Giants" van de Massachusetts Institute of Technology en het MIT/WEO Advanced Business Program voor ondernemers vanaf 40 jaar.

## Opleiding
Harnish behaalde een bachelor in werktuigbouwkunde en een MBA aan de Wichita State University, waar hij de Association of Collegiate Entrepreneurs oprichtte.

## Schrijfcarrière
Harnish is een auteur en columnist voor verschillende publicaties, waar hij de bijnaam "Growth Guy" heeft. In 2002 heeft hij zijn boek Mastering the Rockefeller Habits gepubliceerd en in 2014 zijn boek Scaling Up. De door Harnish gebruikte scaling up methode is gebaseerd op de werkwijze van John D. Rockefeller  en is een uitgebreide versie van zijn boek Mastering the Rockefeller Habits. In het boek schetst Harnish vier "pijlers" voor de bedrijfsgroei: "Mensen", "Strategie", "Uitvoering" en "Cash". Hij adviseert om dagelijkse "huddles" te houden, korte dagelijkse meetings, zodat kleine bedrijven zich kunnen blijven concentreren op strategische doelen en de uitvoering van de strategie.